# Leonidas Drosis
Leonidas Drosis, řecky Λεωνίδας Δρόσης (1834 – 1882) byl řecký sochař.

## Životopis
Narodil se ve městě Nafplio na Peloponésu, vyrůstal v Aténách, kde také studoval sochařství. Jeho díla byla inspirována klasickým starořeckým sochařstvím. Jako žák vytvořil sochy generála Miaulisa a řeckého krále Othona. Procestoval velkou část Evropy, nakonec se usadil v Římě, kde i tvořil. Vytvořil známé mramorové sochy bohyně Artemis, hrdiny Achilla, spisovatelky Sapfó a Alexandra Velikého. Později se vrátil do Atén. Žil v době, kdy začala masivní výstavba Athén. Hlavní aténské náměstí, Syntagma, obohatil o sochu bohyně Athény a sedících filozofů Sokrata a Platóna, obě sochy jsou z mramoru. Jiné sochy z tohoto období představují boha Apollóna, alegorii svobodné Hellady, historie, myšlenky a námořnictva. Později se vrátil do Itálie, kde v Neapoli zemřel.